# Atletica leggera ai Giochi della VIII Olimpiade - 110 metri ostacoli

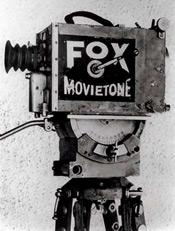
Video della Finale (durata: 0'44")

La competizione dei 110 metri ostacoli di atletica leggera ai Giochi della VIII Olimpiade si tenne nei giorni 8 e 9 luglio 1924 allo Stadio di Colombes a Parigi.

## L'eccellenza mondiale
| Primatista mondiale  | 14"8 1920    | Earl Thomson       | Assente  |
| Primatista europeo   | 15"1 1923    | Heinrich Trossbach | Assente  |
| Primatista stag.le   | 14"9 (120 y) | Harold Crawford    | Assente  |
| Vincitore Trials USA | 15"0 (110 m) | George Guthrie     | Presente |

1. ↑  Fino al 5 luglio.

## Risultati

### Turni eliminatori
| 8 Batterie   | 8 luglio | 28 partenti   | Si qualificano i primi 2. |
| 3 Semifinali | 8 luglio | 5 + 5 + 5     | Si qualificano i primi 2. |
| Finale       | 9 luglio | 6 concorrenti |                           |

### Batterie
| Pos. | Atleta            | Nazione        | Tempo |
| ---- | ----------------- | -------------- | ----- |
| 1    | George Guthrie    | Stati Uniti    | 15"8  |
| 2    | Otakar Jandera    | Cecoslovacchia | 16"0  |
| 3    | Leopold Partridge | Gran Bretagna  | n/d   |
| 4    | Lau Spel          | Paesi Bassi    | n/d   |
| 5    | Tibor Püspöki     | Ungheria       | n/d   |
| 6    | Alberto Byington  | Brasile        | n/d   |

| Pos. | Atleta             | Nazione       | Tempo |
| ---- | ------------------ | ------------- | ----- |
| 1    | Sten Pettersson    | Svezia        | 15"6  |
| 2    | Eric Harrison      | Gran Bretagna | n/d   |
| 3    | Alfredo Ugarte     | Cile          | n/d   |
| -    | Guillermo Newberry | Argentina     | Rit.  |

| Pos. | Atleta            | Nazione       | Tempo |
| ---- | ----------------- | ------------- | ----- |
| 1    | Fred Gaby         | Gran Bretagna | 15"8  |
| 2    | Oscar van Rappard | Paesi Bassi   | n/d   |
| 3    | Victor Moriaud    | Svizzera      | n/d   |
| 4    | Warren Montabone  | Canada        | n/d   |

| Pos. | Atleta        | Nazione   | Tempo |
| ---- | ------------- | --------- | ----- |
| 1    | Henri Thorsen | Danimarca | 16"0  |
| 2    | Willi Moser   | Svizzera  | n/d   |
| -    | Henri Bernard | Francia   | Rit.  |

| Pos. | Atleta               | Nazione          | Tempo |
| ---- | -------------------- | ---------------- | ----- |
| 1    | Daniel Kinsey        | Stati Uniti      | 15"4  |
| 2    | Gabriel Sempé        | Francia          | 15"6  |
| 3    | Sydney Pierce        | Canada           | 16"2  |
| 4    | Ioannis Talianos     | Grecia           | 16"3  |
| 5    | Cheruvari Lakshmanan | India Britannica | 16"4  |

| Pos. | Atleta                   | Nazione   | Tempo |
| ---- | ------------------------ | --------- | ----- |
| 1    | Carl-Axel Christiernsson | Svezia    | 15"6  |
| 2    | Gilbert Allart           | Francia   | 16"2  |
| 3    | Louis Lundgren           | Danimarca | n/d   |

| Pos. | Atleta        | Nazione     | Tempo |
| ---- | ------------- | ----------- | ----- |
| 1    | Pitch Johnson | Stati Uniti | 16"6  |

| Pos. | Atleta              | Nazione       | Tempo |
| ---- | ------------------- | ------------- | ----- |
| 1    | Sydney Atkinson     | Sudafrica     | 15"2  |
| 2    | Karl Anderson       | Stati Uniti   | 15"4  |
| 3    | David Burghley      | Gran Bretagna | n/d   |
| 4    | László Muskát       | Ungheria      | n/d   |
| 5    | Francisco Contreras | Messico       | n/d   |

### Semifinali
| Pos. | Atleta            | Nazione     | Tempo |
| ---- | ----------------- | ----------- | ----- |
| 1    | Daniel Kinsey     | Stati Uniti | 15"4  |
| 2    | Sten Pettersson   | Svezia      | 15"6  |
| 3    | Pitch Johnson     | Stati Uniti | 15"8  |
| 4    | Oscar van Rappard | Paesi Bassi | n/d   |
| 5    | Gilbert Allart    | Francia     | 16"2  |

| Pos. | Atleta                   | Nazione        | Tempo |
| ---- | ------------------------ | -------------- | ----- |
| 1    | Carl-Axel Christiernsson | Svezia         | 15"4  |
| 2    | Karl Anderson            | Stati Uniti    | 15"4  |
| 3    | Fred Gaby                | Gran Bretagna  | 15"7  |
| 4    | Otakar Jandera           | Cecoslovacchia | n/d   |
| 5    | Willi Moser              | Svizzera       | 16"1  |

| Pos. | Atleta          | Nazione       | Tempo |
| ---- | --------------- | ------------- | ----- |
| 1    | George Guthrie  | Stati Uniti   | 15"2  |
| 2    | Sydney Atkinson | Sudafrica     | 15"2  |
| 3    | Gabriel Sempé   | Francia       | 15"3  |
| 4    | Eric Harrison   | Gran Bretagna | 15"7  |
| 5    | Henri Thorsen   | Danimarca     | 15"7  |

### Finale
Il favorito è lo statunitense George Guthrie.

Scattano per primi in testa il compagno di squadra Kinsey e il sudafricano Atkinson. I due corrono appaiati fino all'ottavo ostacolo (su dieci), quando Atkinson inizia a prevalere. Ma all'ultimo passaggio Atkinson urta la barriera con il piede, cedendo la vittoria allo statunitense per pochi centimetri.

Guthrie, che era arrivato terzo con 15"1, viene successivamente squalificato perché ha abbattuto tre ostacoli.
È ufficializzato solo il tempo del primo classificato.
| Pos.    | Atleta                   | Età | Nazione     | Tempo ufficiale | Tempo ufficioso |
| ------- | ------------------------ | --- | ----------- | --------------- | --------------- |
| Oro     | Daniel Kinsey            | 22  | Stati Uniti | 15"0            |                 |
| Argento | Sydney Atkinson          | 23  | Sudafrica   |                 | 15"0            |
| Bronzo  | Sten Pettersson          | 22  | Svezia      |                 | 15"4            |
| 4       | Carl-Axel Christiernsson | 26  | Svezia      |                 | 15"5            |
| 5       | Karl Anderson            | 24  | Stati Uniti | dnf             | dnf             |
| -       | George Guthrie           | 20  | Stati Uniti | Squalificato    | Squalificato    |